# Mittelberg (Thüringer Schiefergebirge)
Der Mittelberg ist ein 803,5 m ü. NHN hoher Berg des Thüringer Schiefergebirges im Landkreis Sonneberg, Thüringen (Deutschland). 
Er liegt südöstlich von Lichte im Naturpark Thüringer Wald. Der Berg bildet den Südosthang des Lichtetals. Nachbarberge sind der Apelsberg (785,3 m) und der Rückersbiel (755,6 m) im Westen, der Hahnberg (686 m) im Nordwesten sowie der Mutzenberg (769,6 m) und der Rauhhügel (802 m) im Norden. Südwestlich schließt sich der zum Eisenbergmassiv zählende Arlsberg (780,5 m) an, der in Igelshieb den Rennsteig erreicht. Zwischen den beiden Bergen spannt sich der Finsterer-Grund-Viadukt.
Der Mittelberg liegt nördlich des Rennsteigs und dacht nach Norden ab. Damit zählt er zum Nördlichen Hohen Schiefergebirge.
Der Mittelberg wird von Schiefergestein aus dem tiefen Silur aufgebaut. Leitfossil ist Phycodes circinatum, ein Ichnofossil. Der Phycodenschiefer des Mittelbergs weist einen hohen Eisenanteil auf.
Der Aufstieg von Lichte-Wallendorf beginnt an der Kirche zu Wallendorf am Kirchsteig und führt über den vorgelagerten Kirchberg (688 m) zum Bergrücken auf 803,5 m.